# Dillon Serna
Dillon Serna (n. Brighton, Colorado, EUA, el 25 de marzo de 1994) es un futbolista estadounidense. Juega de defensa y su equipo actual es el Sporting Kansas City II de la USL Championship.

## Trayectoria

### Colorado Rapids
Serna se unió a la academia de los Rapids en 2009. Luego de graduarse de la escuela secundaria, jugó un año de fútbol universitario para la Universidad de Akron, anotando dos goles y contribuyendo con ocho asistencias. Fichó con los Rapids como jugador desarrollado en su academia en enero de 2013. Hizo su debut en la MLS en la derrota 3-0 frente a los Vancouver Whitecaps en el último partido de la temporada regular de 2013.
Serna anotó su primer gol como profesional y su primer gol en la liga el 26 de abril de 2014, en la derrota 1-4 frente al Seattle Sounders.
Dejó Colorado al término de su contrato el 21 de noviembre de 2019.
Fue contratado por el Sporting Kansas City II para la nueva temporada 2020.

## Selección nacional

### Selecciones inferiores
Serna jugó varios partidos con la selección nacional sub-20 de los Estados Unidos, pero no fue parte del equipo definitivo que disputó la Copa Mundial de Fútbol Sub-20 de 2013.
El 3 de octubre de 2014 fue convocado a la selección sub-23 de su país con miras a un partido amistoso frente a Brasil en Brasilia. Serna debutó con esta selección juvenil el 13 de octubre en dicho partido. El 18 de septiembre de 2015 fue incluido en la lista oficial de 23 jugadores que disputarán el Torneo Preolímpico de la Concacaf con miras a los Juegos Olímpicos de Río de Janeiro de 2016.

## Clubes
| Club                    | País           | Año           |
| ----------------------- | -------------- | ------------- |
| Colorado Rapids         | Estados Unidos | 2013-2019     |
| Sporting Kansas City II | Estados Unidos | 2020-presente |